# Mokhtar Belkhiter
Mokhtar Belkhiter (Orán, 15 de enero de 1992) es un futbolista argelino que juega en la demarcación de defensa para el CR Belouizdad del Championnat National de Première Division.

## Selección nacional
Hizo su debut con la selección de fútbol de Argelia en un partido amistoso contra Mauritania que finalizó con un resultado de 3-1 tras el gol de Moctar Sidi El Hacen para Mauritania, y de Sofiane Hanni, Baghdad Bounedjah y Nabil Bentaleb para Argelia.

## Clubes
| Club                   | País           | Año       | Partidos | Goles |
| ---------------------- | -------------- | --------- | -------- | ----- |
| USM Blida              | Argelia        | 2010-2013 | 82       | 2     |
| MC El Eulma            | Argelia        | 2013-2016 | 89       | 2     |
| Club Africain          | Túnez          | 2016-2019 | 57       | 2     |
| Al Qadsiah FC (cedido) | Arabia Saudita | 2019      | 13       | 0     |
| Club Africain          | Túnez          | 2019-2020 | 6        | 0     |
| CR Belouizdad          | Argelia        | 2020-     | 77       | 3     |